# Персе (река)
Пе́рсе (латыш. Pērse) — река в Латвии, приток Даугавы.
Протекает по равнине, в основном сток формируется за счет таяния снежного покрова, накопившегося за зимний период. Площадь водосборного бассейна — 329 км². Весной проходит по реке обильное, многоводное половодье, начинающееся чаще всего в конце марта, а в начале июня уже отмечается спад воды. Зимой уровень воды самый низкий. В устье реки находится замок Кокнесе. Река используется для водного туризма.
Впадает в Даугаву на расстоянии 125 км от её устья.